# Thiệu Trung
Thiệu Trung là một xã thuộc huyện Thiệu Hóa, tỉnh Thanh Hóa, Việt Nam.

## Địa lý
Xã Thiệu Trung nằm ở cực nam huyện Thiệu, có vị trí địa lý: 
- Phía đông và phía nam giáp thành phố Thanh Hóa
- Phía tây giáp xã Thiệu Lý và thành phố Thanh Hóa
- Phía bắc giáp thị trấn Thiệu Hóa và xã Thiệu Vận.

Xã Thiệu Trung có diện tích 3,90 km², dân số năm 2022 là 6.187 người, mật độ dân số đạt 1.586 người/km². 

## Lịch sử
Thời Lê, vùng đất xã Thiệu Trung ngày nay gồm hai làng là Phủ Lý (còn gọi là Bối Lý, kẻ Rị hay làng Rị) và Trà Sơn Đông (kẻ Chè hay làng Chè, sau đổi là Trà Đông và sau là Trà Hạ), thuộc tổng Vận Quy, huyện Đông Sơn, phủ Thiệu Thiên. 
Đến triều Gia Long, phủ Thiệu Thiên được đổi làm phủ Thiệu Hóa.
Năm 1900, hai tổng Vận Quy và Đại Bối của huyện Đông Sơn được chuyển vào huyện Thuỵ Nguyên, cùng phủ Thiệu Hóa.
Sau Cách mạng Tháng Tám, thành lập huyện Thiệu Hóa, xã Thiệu Trung thuộc huyện Thiệu Hóa.
Năm 1977, cùng với các xã hữu ngạn sông Chu thuộc huyện Thiệu Hóa, xã Thiệu Trung được sáp nhập với huyện Đông Sơn thành huyện Đông Thiệu, xã Thiệu Trung thuộc huyện Đông Thiệu. Năm 1982 huyện Đông Thiệu đổi lại là huyện Đông Sơn, xã Thiệu Trung thuộc huyện Đông Sơn. Năm 1996, xã Thiệu Trung trở lại huyện Thiệu Hóa mới tái lập.
Hiện nay xã Thiệu Trung gồm bốn làng: Phủ Lý Bắc (làng Bắc), Phủ Lý Trung (làng Trung), Phủ Lý Nam (làng Nam) (tên gọi 3 làng này có từ sau năm 1945, chia tách từ làng Phủ Lý xưa) và làng Chè Đúc (hay Trà Đúc).

## Văn hóa

### Làng Phủ Lý (Kẻ Rị)

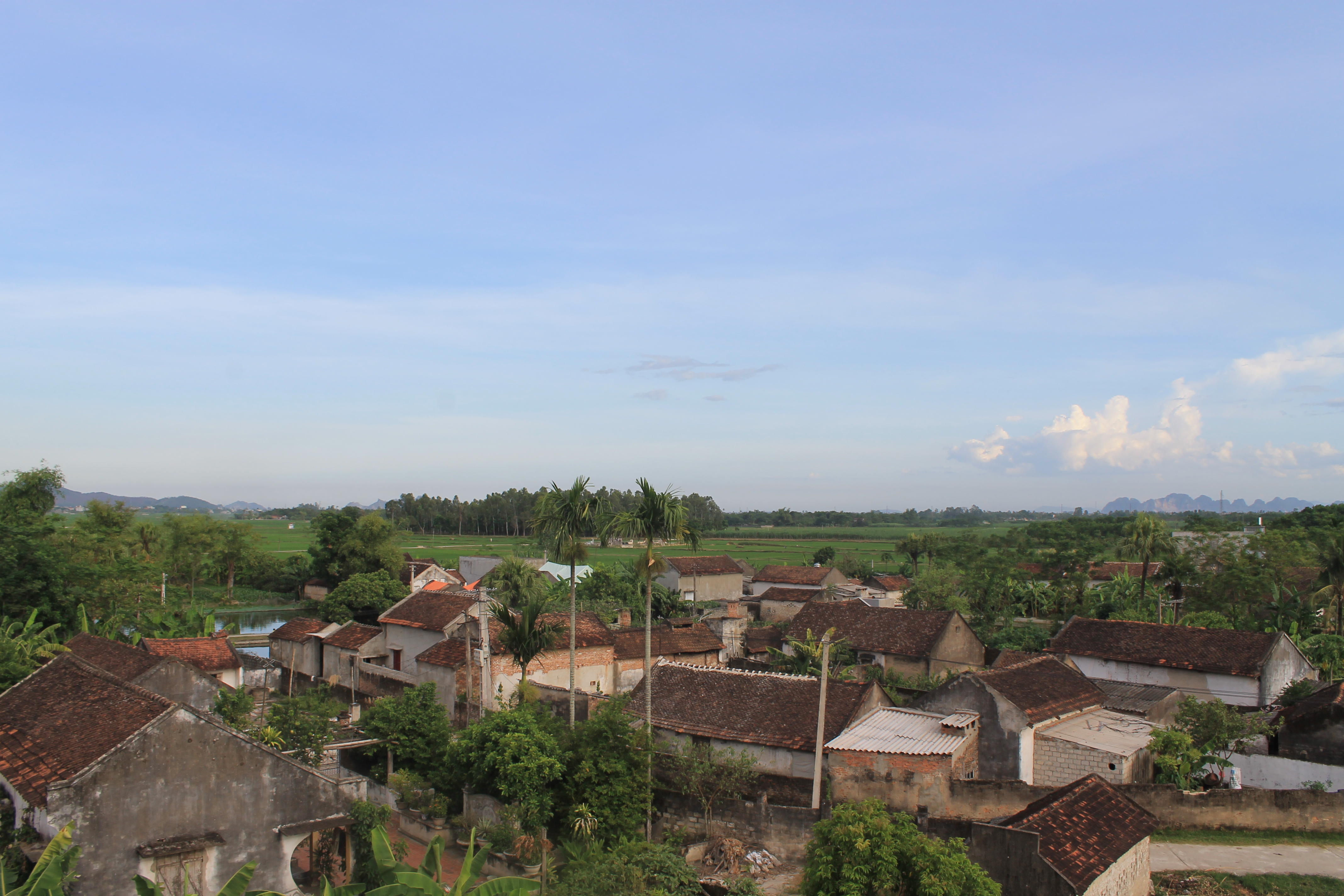
Làng Rị, năm 2012, ảnh: Xuân Văn

Làng Phủ Lý (Kẻ Rị) là làng Việt cổ, bên bờ sông Lê, từ Đời đường - Đời Lý có tên là Bối Lý; Từ Đời Trần - nay có tên là xã Phủ Lý, làng Phủ Lý (gọi nôm là Kẻ Rị). Bối Lý là trung tâm kinh tế, phật giáo của Ái Châu, đầu Thế ký 10, hào trưởng, phú gia địch quốc Lê Lương, nhà giàu có, nuôi 3000 môn đệ, ông cho xây 3 chùa Hương Nghiêm (Bối Lý - Kẻ Rị), Minh Nghiêm (Kẻ Bôn), Trinh Nghiêm (Kẻ Go). Đinh Tiên Hoàng thấy ông là người có đạo, giao cho ông giữ chức Bộc xạ tướng công, phụ trách quân lương. Làng Kẻ Rị nổi tiếng với nghề làm thừng (nay đã mai một) và cũng là quê hương nhà sử học đầu tiên của đất nước là Lê Văn Hưu. Hội làng Kẻ Rị được tổ chức mỗi năm hai lần vào mùa xuân và mùa thu. Hội xuân Kẻ Rị được tổ chức vào ngày mồng 9 và 10 tháng 2 âm lịch. Sau đó từ mồng 7 đến mồng 10 tháng 3 âm lịch là đợt hội thứ hai. Còn hội thu được gọi là Tết cơm mới tổ chức vào tháng 9 hằng năm, có tổ chức nấu cơm thi, xôi thi, cỗ thi, và những cổ được giải sẽ đem tế thần. Kẻ Rị thờ năm vị thành hoàng là: Thánh Đào, Thiên Phúc, Đại Hành, Thái Tổ và Bạch Y Long. Trong đó Thánh Đào (tức trạng nguyên Đào Tiêu, thi đậu khoa 1275)  là vị thánh cả. Ông được phong phúc thần, người dân địa phương phong ông người con quê hương, đỗ đạt cao nhất là đức Thánh Cả (Nhân Thân) có vị thế cao hơn các Thiên Thần khác: Thiên Phúc, Đại Hành, Thái Tổ, Bạch Y Long. Có một vị thần nữ là Bạch Y Long cũng là thiên thần, miếu Ngũ thờ bà dựng trên đất chợ Rị cũ cạnh sông nhà Lê vào những ngày hội khi vào miếu Bà không được mang đồ trắng, ai vô ý sẽ gặp phải điều chẳng lành. Sau các cuộc tế chung, tới các dòng họ và gia đình cũng như khách thập phương vào dâng hương lễ thánh. Đặc biệt nhất của hội làng Kẻ Rị là cuộc đánh cờ người mà dân quanh vùng còn lưu truyền là "Rượu Kẻ Mơ, cờ Kẻ Rị". Bởi vì ngoài việc đấu trí được thua nó còn là một hình thức diễn xướng dân gian độc đáo. Nó nâng cao và phát triển môn cờ người, chuyển từ cờ ván sang cờ trận kèm theo hình thức diễn xướng. Tổ chức đấu cờ ở đây còn gắn chặt với việc tế thành hoàng; tế cầu phúc, nhất là tế Bạch Y Long. Nghi thức chính của hội quy định là: mồng 9 buổi sáng tế yên vị, chiều tế yết, tối tế chầu; mồng 10 tế chính, lễ vật có lợn luộc cả con, bò thui cả con và các thứ thông thường khác.

### Làng Chè Đông (Chè Đúc)
Làng Chè là tên nôm của Trà Đông thuộc xã Thiệu Trung. Làng có nghề đúc truyền thống nổi tiếng. Xưa làng có hai phường Xóm Trên và Xóm Dưới. Mỗi phường có khoảng 100 thợ, chủ phường thường là người đứng đầu một dòng họ lớn. Sản phẩm là các mặt hàng dân dụng và mỹ nghệ. Về sau do nhu cầu của đời sống, thợ làng Chè còn sản xuất thêm các mặt hàng công nghiệp và quốc phòng. Làng đã đúc thành công tượng Bác Hồ bằng đồng, cao hơn 1,5 m, nặng hơn 400 kg, và tạo ra những sản phẩm đồng mỹ nghệ tham gia hội chợ quốc tế. “Làng có từ thời Lê với tên gọi là Trà Sơn Đông. Đầu thế kỷ XIX là thôn Thượng thuộc xã Trà Sơn, tổng Vận Quy, huyện Đông Sơn, phủ Thiệu Thiên, trấn Thanh Hoa. Thời vua Đồng Khánh (1885 – 1888) đổi tên là thôn Trà Đông xã Trà Sơn, tổng Vận Quy, huyện Đông Sơn, phủ Thiệu Hóa, tỉnh Thanh Hóa. Đến năm Thành Thái thứ 12 (1900) cắt chuyển tổng Vận Quy về huyện Thụy Nguyên (sau đổi thành phủ Thiệu Hóa), Trà Đông thuộc đơn vị hành chính trên. Sau năm 1945 Trà Đông thuộc xã Minh Quang; năm 1953 Trà Đông thuộc xã Thiệu Trung”.
Năm 1953, làng Chè Đông tác khỏi Chè Thượng (Trà Sơn, nay là thị trấn Thiệu Hóa), nhập với Phủ Lý (Kẻ Rị) thành xã Thiệu Trung.
Người Kẻ Rị (Phủ Lý) được thờ là Thành Hoàng Làng:
- Lê Dụng là Cháu của Lê Lương, pháp danh Đạo Quang Trưởng Lão, là ông tổ của dòng họ Lê Văn, (Lê Cả Đồn) làng Hòa Chúng, xã Quảng Thọ, ông được nhân dân làng Hòa Chúng thờ là Thành hoàng làng vì có công khai hoang lập ấp.
- Lê Văn Hưu: Ông được phong là Thành hoàng làng và được thờ tại đình Ôn Xá, thôn Thị Trung, xã Đình Dù, huyện Văn Lâm, tỉnh Hưng Yên. Đền được công nhận di tích lịch sử cấp tỉnh năm 2012.
- Đào Tiêu: Được thờ là đức Thánh Cả làng Thần Hậu, thuộc Kẻ Rị, xã Thiệu Trung, Thiệu Hóa, Thanh Hóa. Ngoài làng Thần Hậu, làng Đào Động, tổng Vọng Lỗ, huyện Phụ Phương,  nay là làng Đồng Bằng, xã An Lễ, huyện Quỳnh Phụ, tỉnh Thái Bình thờ Đào Tiêu là thành hoàng làng (Theo Viện Đông Bác Cổ tổng điều tra năm 1938).
- Lê Giốc: Ông được truy sắc phong là phúc thần và nhân dân ven sông Đại Hoàng lập miếu thờ ông (Theo Từ điển nhân vật lịch sử Việt Nam – tác giả Nguyễn Quang Thắng và Nguyễn Bá Thế).
- Lê Bá Tài: là con của Lê Bá Khang (đỗ đệ tam giám đồng tiến sĩ xuất thân, khoa thi Tân Mùi, 1511), ông theo Chúa Nguyễn Hoàng vào Nam, và định cư tại làng Phú Xuân, Phường Tây Lộc, TP. Huế; và phát triển thành dòng họ Lê Văn ở đây.  Lê Bá Tài (Thành hoàng làng - nhân thần) được thờ tại Đình làng Phú Xuân cùng với một số Thiên thần khác, Đình làng Phú Xuân đã được công nhận di tích lịch sử cấp quốc gia. Họ Lê Phú Xuân thường kiêng húy chữ Khang, Khương.

### Di tích
- Đền Trà Đông: được công nhận là di tích lịch sử cấp quốc gia theo Quyết định số 208/VH-QĐ ngày 13 tháng 3 năm 1990 của Bộ Văn hoá – Thông tin (nay là Bộ Văn hóa, Thể thao và Du lịch)[7].
- Đền thờ Lê văn Hưu: được công nhận là di tích lịch sử cấp quốc gia theo Quyết định số 208/VH-QĐ ngày 13 tháng 3 năm 1990 của Bộ Văn hoá – Thông tin (nay là Bộ Văn hóa, Thể thao và Du lịch).[7]
- Từ đường họ Lê, thờ Đệ tam giáp tiến sĩ Lê Bá Khang và Đệ nhị giáp tiến sĩ Lê Biện.
- Từ đường họ Trần thờ Đệ tam giáp tiến sĩ Trần Lê Hiệu.
- Từ đường họ Nguyễn nơi thờ Nguyễn Mộng Tuân; được Sở văn hóa thông tin tỉnh Thanh Hóa (nay là Sở Văn hóa Thể thao và Du lịch) công nhận di tích lịch sử văn hóa theo Quyết định số 78 ngày 8 tháng 2 năm 2001.
- Hầm làm việc của Thường trực Uỷ ban hành chính tỉnh Thanh Hoá (1964-1972), xã Thiệu Trung, huyện Thiệu Hoá: Di tích lịch sử kháng chiến cấp tỉnh[8].

## Danh nhân
Xã Thiệu Trung được coi là một vùng quê giàu truyền thống văn hóa và rất hiếu học. Kẻ Rị là làng khoa bảng số 1 của Xứ Thanh về đỗ đạt cao, có 2 trạng nguyên và 1 bảng nhãn, và 7 tiến sĩ thời phong kiến:
- Lê Văn Hưu (1230-1322). Người Làng Phủ Lý (Kẻ Rị) Đỗ Bảng nhãn khoa thi 1247, giữ chức Binh bộ Thượng thư, tước uyên hầu, người đặt nền móng cho quốc sử Việt Nam, ông viết bộ Đại Việt sử ký mà nhiều đoạn được giữ lại trong bộ Đại Việt sử ký toàn thư của Ngô Sĩ Liên thế kỷ XV thời Lê sơ, đến nay vẫn còn có giá trị.
- Đào Tiêu (?---?), người làng Phủ Lý (Kẻ Rị) đỗ trạng nguyên khoa thi năm 1275, giữ chức Hữu bật đại hành khiển (Hữu thừa tướng), sau được phong là Phúc Thần, dân làng thờ phụng hương khói. Làng ông mang tên làng Thần Hậu kể từ đó.
- Lê Quát (1319 - 1386),  người làng Phủ Lý (Kẻ Rị) Ông đậu Đệ nhất giáp, đệ nhất danh (tức Trạng Nguyên) khoa thi năm 1345 đời Trần Minh Tông, (Theo Văn bia văn chỉ huyện Đông Sơn); Năm 1359, Lê Quát kiêm chức Hàn lâm viện phụ chỉ. Năm 1366, Hữu bộc xạ Lê Quát xét duyệt sổ đinh ở Thanh Hóa. (ĐVSKTT). Sau được thăng Thượng thư hữu bật nhập nội Hành khiển – Hữu Thừa tướng.
- Lê Giác: người làng Phủ Lý (Kẻ Rị) đậu đệ tam giáp đồng tiến sĩ xuất thân khoa Tân Tỵ. đời Trần Hiến Tông 1331. (theo Bia Văn chỉ Đông Sơn, chép từ Bản xã Tiên hiền Phủ Lý), chức hữu bật đại hành khiển, coi thừa chi viện hàn lâm. Vào chầu Kinh diên, cơ mật viện sử. Tuy nhiên một số tài liệu ghi Lê Giác và Lê Giốc chỉ là một.
- Lê Giốc (? - 1378) người làng Phủ Lý (Kẻ Rị) là con của Lê Quát, ông đỗ đệ nhị giám tiến sĩ (Hoàng Giáp), khoa thi năm 1363, đời Trần Dụ Tông, hiệu Đại trị thứ 6 (Văn bia Văn chỉ Đông Sơn). Theo Đại Việt lịch triều đăng khoa lục lại viết ông đỗ Thái học sinh khoa thi năm Giáp Tuất (1334). Ông làm tới chức Kinh Doãn (Đứng đầu Kinh thành Thăng Long, là chức vị chỉ giao cho những người rất tin cẩn, tài năng).
- Trần Văn Thiện (1438 - ). Người làng Phủ Lý, sinh năm 1438, không rõ năm mất; đỗ Tiến Sỹ năm Quý Mùi 1463, ông làm tới chức Thượng Thư Bộ Hình {theo văn bia đề danh Tiến sỹ khoa quý mùi niên hiệu Quang Thuận, năm thứ 4 (1463)}.
- Lê Bá Khang, người xã Phủ Lý huyện Đông Sơn (nay thuộc xã Thiệu Trung huyện Đông Sơn tỉnh Thanh Hóa). Ông đỗ đệ tam giám đồng tiến sĩ xuất thân, khoa thi Tân Mùi, niên hiệu Hồng Thuận năm thứ 3 (1511) đời vua Lê Tương Dực, làm quan đến Tham chính.
- Lê Biện, Đệ nhị giáp tiến sĩ (đỗ khoa thi năm 1631). Lê Biện (1586-?) người làng Phủ Lý, đỗ Tiến sĩ xuất thân khoa Tân Mùi niên hiệu Đức Long năm thứ 3 (1631). Ông làm quan Lại khoa Đô Cấp sự trung, tước Cẩm Nham tử.
- Vũ Kiêm (1615-?) người làng Phủ Lý. Đỗ đệ tam giáp đồng Tiến sĩ xuất thân khoa Bính Tuất năm 1646. Ông làm quan Tham chính Sơn Tây, sau bị giáng xuống làm Cấp sự trung.
- Trần Lê Hiệu, Đệ tam giáp tiến sĩ (khoa thi Nhâm Ngọ 1822). Người xã Phủ Lý, huyện Đông Sơn phủ Thiệu Hóa tỉnh Thanh Hóa, đỗ Đệ tam giáp đồng tiến sĩ xuất thân năm 38 tuổi; khoa thi hội năm nhâm Ngọ niên hiệu Minh Mệnh năm thứ 3 (1822)) (Văn bia đề danh tiến sĩ khoa thi hội năm Nhâm Ngọ niên hiệu Minh Mệnh năm thứ 3 (1822)) Làm quan tới chức Lang Chung.